# Гот, Герман
Ге́рман Гот, в немецком произношении — Херманн Хот (нем. Hermann Hoth; 12 апреля 1885, Нойруппин — 25 января 1971, Гослар) — германский военачальник, генерал-полковник. Принимал участие в кампаниях Второй мировой войны, известный победами во Франции и на Восточном фронте. Командовал 3-й танковой группой вермахта в составе группы армий «Центр» (с июня 1941 по июнь 1942 года) и 4-й танковой армией (с июня 1942 года по декабрь 1943 года). После поражения Германии был осуждён Нюрнбергским трибуналом и приговорён к 15 годам лишения свободы.

## Ранние годы
Родился 14 апреля 1885 года в Нойруппине (Восточная Пруссия), вырос в Деммине. Отец — Герман Гот, военный хирург; мать Маргретта Гот (урождённая Hübener). В 1896—1904 годах учился в кадетском корпусе. Начал военную службу 27 февраля 1904 года, фенрихом (кандидат в офицеры) в 72-м пехотном полку. С января 1905 года — лейтенант. В 1910—1913 годах обучался в военной академии, с января 1912 года — обер-лейтенант. С апреля 1914 года — в Генеральном Штабе.

## Первая мировая война
С началом войны направлен в штаб 8-й армии, в 1915 году — в штаб 10-й армии. С ноября 1914 года — капитан. В сентябре 1914 года награждён Железным крестом 2-й степени, в августе 1915 года — 1-й степени.
В 1916 году в течение месяца командовал пехотным батальоном. С октября 1916 года по август 1918 года — в штабе военно-воздушных сил.
С августа 1918 года — начальник оперативного отдела штаба 30-й пехотной дивизии.
Помимо Железных крестов, получил ещё пять орденов, включая турецкий, австрийский и болгарский.

## Между мировыми войнами
В 1919 году командовал ротой в добровольческом корпусе генерала Мёркера, сражавшемся против немецких большевиков.
С конца декабря 1919 года — на службе в рейхсвере. В 1920 году командир пехотной роты, в декабре 1920 года направлен в военное министерство.
В 1923—1925 годах — начальник оперативного отдела штаба 2-го военного округа (с января 1924 года — майор), затем вновь в министерстве обороны.
В 1929—1930 годах — командир пехотного батальона (подполковник).
В 1930—1932 годах — начальник оперативного отдела штаба 1-го военного округа (Берлин). С февраля 1932 года — полковник.
В 1932—1933 годах — командир 17 пехотного полка (1 октября 1932 — 31 июля 1933 года). Затем на штабных и командных должностях в 3-м военном округе, с октября 1934 года — генерал-майор, в 1935—1938 годах — командир 18-й пехотной дивизии. С октября 1936 года — генерал-лейтенант.
В ноябре 1938 года произведён в генералы пехоты, формировал 15-й армейский корпус.

## Вторая мировая война
Во время Польской кампании командовал 15-м армейским корпусом, награждён планками к Железным крестам (повторное награждение) и Рыцарским крестом (№ 6).
Во время Французской кампании командовал танковой группой «Гот». По итогам кампании произведён в июле 1940 года в генерал-полковники.
С ноября 1940 года — командующий 3-й танковой группой — одной из двух танковых армий группы «Центр».

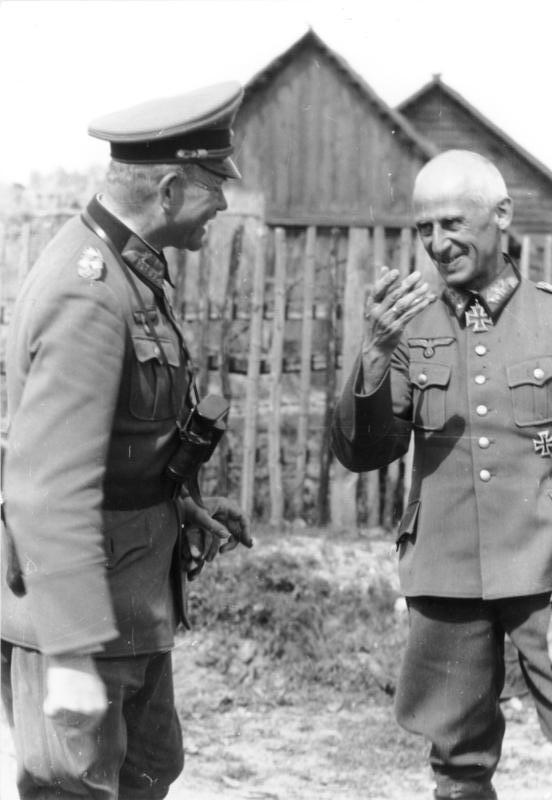
Герман Гот (справа) и Гейнц Гудериан. 21 июня 1941 года. Граница СССР

### Вторжение в СССР
В ходе операции «Барбаросса» 3-я танковая группа Гота, наряду со 2-й танковой группой Гудериана, была основной ударной силой группы армий «Центр». Группа Гота наступала через Белоруссию в направлении Москвы:
- 28 июня был взят Минск (Белостокско-Минское сражение)
- 11 июля — Витебск (Витебское сражение)

В июле 1941 года награждён Дубовыми Листьями (№ 25) к Рыцарскому кресту.
На время болезни командующего 9-й армии генерал-полковника Адольфа Штрауса с 20-х чисел августа до 5 сентября исполнял обязанности командующего армией.
В октябре 1941 года Гот назначен командующим 17-й армией.
С мая 1942 по ноябрь 1943 года — командующий 4-й танковой армией. В сентябре 1943 года награждён Мечами (№ 35) к Рыцарскому кресту с Дубовыми Листьями.
С декабря 1943 года — в резерве Главнокомандования (фактически — в отставке).

## После войны
8 мая 1945 года взят в плен американскими войсками.
В октябре 1948 года приговорён Нюрнбергским трибуналом к 15 годам заключения.
Отпущен на свободу в апреле 1954 года.
Написал мемуары «Panzer-Operationen» (в 1961 году изданы на русском).

## Награды
- Железный крест 2-го класса (20 сентября 1914)
- Железный крест 1-го класса (2 августа 1915)
- Орден Королевского Дома Гогенцоллернов рыцарский крест с мечами (16 августа 1918) (Королевство Пруссия)
- Крест «За военные заслуги» 2-го класса (Королевство Бавария)
- Крест «За военные заслуги» 3-го класса с воинским отличием (Австро-Венгрия)
- Орден «За военные заслуги» 4-го класса (Болгария)
- Железный полумесяц (Османская империя)
- Нагрудный знак «За ранение» чёрный
- Почётный крест Первой мировой войны 1914/1918 с мечами
- Пряжка к Железному кресту 2-го и 1-го класса
- Рыцарский крест железного креста с Дубовыми листьями и мечами
  - Рыцарский крест (27 октября 1939)
  - Дубовые листья (№ 25) (17 июля 1941)
  - Мечи (№ 35) (15 сентября 1943)
- Нагрудный знак «За танковую атаку» в серебре
- Орден Михая Храброго рыцарский крест
- 5 раз упоминался в «Вермахтберихт»